# Electroviral
Electroviral es el primer álbum de estudio del grupo español de indie rock Supersubmarina, lanzado el 23 de febrero de 2010 por el sello Octubre / Sony Music. Fue editado en formato CD y distribución digital. Su publicación consolidó al grupo como una de las nuevas promesas del panorama independiente nacional tras la buena acogida de sus dos primeros EPs, Cientocero y Supersubmarina, ambos de 2009.
El disco fue grabado en 2009 y producido por Óscar Clavel. Se caracteriza por guitarras limpias, bases rítmicas marcadas y algunos toques electrónicos. El título hace referencia a una sociedad hiperconectada, en línea con el espíritu generacional que inspira al grupo.
La crítica especializada valoró el disco positivamente y lo consideró uno de los debuts más sólidos del indie español de principios de la década. Destacaron temas como Ana, Cientocero, Supersubmarina o ¡Chas! y aparezco a tu lado, versión del tema original de Álex y Christina.

## Lista de canciones
| N.º | Título                        | Duración |  |
| 1.  | «Magia Electroviral»          | 1:23     |  |
| 2.  | «Eléctrico»                   | 4:09     |  |
| 3.  | «Niebla»                      | 3:15     |  |
| 4.  | «Supersubmarina»              | 4:06     |  |
| 5.  | «Ana»                         | 3:12     |  |
| 6.  | «LN Granada»                  | 3:11     |  |
| 7.  | «¡Chas! y aparezco a tu lado» | 2:48     |  |
| 8.  | «Cientocero»                  | 2:57     |  |
| 9.  | «XXI»                         | 3:52     |  |
| 10. | «Elástica Galáctica»          | 3:14     |  |
| 11. | «Ola de Calor»                | 4:03     |  |
| 12. | «Centro de Atención»          | 3:38     |  |
| 13. | «Eres»                        | 3:43     |  |

## Créditos
Supersubmarina
- José, Chino, Marín – Voz y guitarra rítmica
- Jaime Gutiérrez – Guitarra solista y coros
- Antonio, Pope, Cabrera – Bajo
- Juan Carlos, Juanca, Gómez, – Batería